# NGC 1996
NGC 1996 ist die Bezeichnung eines offenen Sternhaufens  oder einer zufällig angeordnete Sternengruppe im Sternbild Taurus. Das Objekt wurde am 7. Dezember 1785 von Wilhelm Herschel entdeckt.